# إيفا كوبل
إيفا كوبل (بالدنماركية: Eva Koppel)‏ هي مهندسة معمارية دنماركية، ولدت في 1916 في كوبنهاغن في الدنمارك، وتوفيت في 2 أغسطس 2006.